# Chiến dịch đổ bộ đường không Vyazma
Chiến dịch đổ bộ đường không Vyazma (18 tháng 1 - 29 tháng 2 năm 1942) là một chiến dịch quân sự do Hồng quân Liên Xô tổ chức trong cuộc Chiến tranh Xô-Đức thuộc Chiến tranh thế giới thứ hai. Trong chiến dịch này, lực lượng quân dù Liên Xô đã tiến hành một cuộc đổ bộ vào sau lưng Cụm Tập đoàn quân Trung tâm của quân đội Đức Quốc xã, với mục tiêu nhằm hỗ trợ các hoạt động tấn công của Phương diện quân Tây và Phương diện quân Kalinin lúc này đang giao chiến ác liệt với Cụm Tập đoàn quân Trung tâm trong Chiến dịch phản công Rzhev-Vyazma.

## Binh lực và kế hoạch

### Quân đội Liên Xô

#### Binh lực
- Lữ đoàn đổ bộ đường không số 201 (thuộc quân đoàn đổ bộ đường không số 5)
- Lữ đoàn đổ bộ đường không số 250 [прим. 1] (thiếu tá N. L. Soldatov)
- Quân đoàn đổ bộ đường không số 4 (thiếu tướng A. F. Levashyev, từ ngày 23 tháng 2 là đại tá A. F. Kazankin)
  - Lữ đoàn đổ bộ đường không số 8 (Đại tá A. A. Onufriyev)
  - Lữ đoàn đổ bộ đường không số 9 (Đại tá I. I. Kuryshyev)
  - Lữ đoàn đổ bộ đường không số 214 (Đại tá N. E. Kolobovnikov)

## Diễn biến
Ngày 8 tháng 1 năm 1942, chiến dịch Rzhev-Vyazma lần thứ nhất mở màn, với mục tiêu bao vây và tiêu diệt hoàn toàn Cụm Tập đoàn quân Trung tâm của Đức. Trong giai đoạn đầu, quân đội Liên Xô đã đạt được một số thành quả trong tấn công. Các Phương diện quân Kalinin và Tây đã đột phá được trận tuyến quân Đức tại một vài khu vực. Nhằm giúp đẩy mạnh sức công phá của các mũi tấn công, Bộ Tổng tư lệnh Tối cao Liên Xô đã quyết định tổ chức một cuộc đổ bộ đường không ở phía Nam Vyazma với nhiệm vụ cắt đứt tuyến đường bộ Yukhnov - Vyazma và tuyến đường sắt Vyazma - Bryansk. Theo kế hoạch, lực lượng đổ bộ đường không bao gồm các lữ đoàn dù số 201 và trung đoàn bộ binh số 250, đổ bộ tại vùng sau lưng quân Đức tại phía Nam Vyazma, từ ngày 18 tới 22 tháng 1. Cuộc đổ bộ được tiến hành vào ban đêm và Trung đoàn dù 250 đã Đổ bộ chính xác. Quân đổ bộ đường không đã tham chiến cũng Tập đoàn quân 33 và Quân đoàn kỵ binh cận vệ 1 tấn công quân Đức, phá hoại các đường giao thông, các tuyến đường dây liên lạc của quân Đức.
Vào cuối tháng 1, Quân đoàn kỵ binh cận vệ số 1 dưới sự chỉ huy của tướng P. A. Belov đã đột phá được khu vực hậu tuyến của quân Đức, mở ra khả năng bao vây Cụm Tập đoàn quân Trung tâm. Nhằm ngăn chặn quân Đức thoát vây, Bộ Tổng tư lệnh Tối cao đã quyết định tung lực lượng đổ bộ vào khu vực này với nhiệm vụ cắt đứt tuyến đường sắt Vyazma và tuyến đường bộ Vyazma - Smolensk. Ngày 27 tháng 1, quân đoàn đổ bộ đường không số 4 được thả xuống khu làng Ozerechnya. Do không đủ phương tiện vận chuyển, lực lượng lính dù phải được đổ bộ theo nhiều lượt, từng phần từng phần một, bắt đầu là lữ đoàn đổ bộ đường không số 8. Cuộc đổ bộ đã diễn ra dưới các cuộc phản kích liên tục của quân Đức. Do các sân bay bị đánh phá, một phần phi cơ chuyên dụng để chở binh lính đã bị phá hủy. Trước tình hình đó, Bộ Tổng Tư lệnh Tối cao buộc phải đình chỉ chiến dịch. Dù sao đến ngày 1 tháng 2, 3 tiểu đoàn của sư đoàn đổ bộ đường không số 8 đã được thả dù xuống khu vực quy định, với tổng quân số 2.497 người cùng 34,4 tấn quân nhu, quân khí. Tuy nhiên, phần lớn số hàng hóa thả dù đã bị mất, còn số binh sĩ đổ bộ thì tản mát trên một khu vực rất lớn. Vì vậy, sau khi đổ bộ chỉ có 1.300 binh sĩ được tập hợp lại. Trước tình hình khó khăn và bất lợi như vậy, các binh sĩ thuộc lực lượng đổ bộ đường không vẫn hoạt động tích cực trong hậu tuyến quân địch, liên tục đánh phá tuyến đường liên lạc của quân Đức tại phía Tây Vyazma. Trong vòng vài ngày, các đơn vị dù Liên Xô đã phá hủy và làm tê liệt nhiều điểm nút giao thông đường sắt và đường bộ, đánh chiếm nhiều điểm dân cư và tiêu diệt tổng hành dinh của một vài đơn vị Đức. Nhật ký ngày 31 tháng 1 năm 1942 của tướng Franz Halder, Tổng tham mưu trưởng quân Đức viết lại như sau:
| “               | Quân địch tiếp tục đổ thêm lính dù ở phía Tây Vyazma. Tại các tuyến đường sắt và đường bộ Smolensk - Vyazma vẫn chưa thể tảo thanh hết quân địch. Tình hình của Tập đoàn quân số 4 đang hết sức nghiêm trọng ! Đang có những vấn đề khó khăn về hậu cần. | ” |
| — Franz Halder, | |   |

Sau khi hội quân với lực lượng kỵ binh, Lữ đoàn đổ bộ đường không 8 được STAVKA đặt thuộc quyền chỉ huy của Tư lệnh Quân đoàn kỵ binh cận vệ 1, tướng P. A. Belov.
Đến giữa tháng 2, tình hình ở Vyazma trở nên cực kỳ căng thẳng. Một bộ phận quân đội Liên Xô đã bị quân Đức bao vây và cuộc chiến kéo dài hơn so với dự kiến. Bộ Tổng tư lệnh Tối cao Liên Xô quyết định đổ bộ quân đoàn dù số 4 ở phía Tây của Yukhnov với nhiệm vụ phải cắt đứt tuyến đường bộ Warsawa và sau đó hội quân với Tập đoàn quân số 50. Cuộc đổ bộ của lữ đoàn dù số 9 và 214 diễn ra vào ban đêm từ ngày 16 tới 24 tháng 2 năm 1942. Trong thời gian đó, quân đội Liên Xô đã đổ bộ được 7.373 binh sĩ và 1.525 kiện hàng bao gồm đạn dược, vũ khí, thực phẩm và các tài sản quân sự khác. Cuộc đổ bộ cũng diễn ra trong điều kiện quân dù phải chống trả kịch liệt với quân Đức. Ngày 23 tháng 2, máy bay chở bộ chỉ huy quân đoàn bị bắn trung, thiếu tướng tư lệnh A. F. Levashyev. Người thay thế ông là đại tá A. F. Kanzakin. Mặc dù phải chiến đấu trong tình trạng khó khăn như vậy, lực lượng đổ bộ đường không đã hoạt động sâu trong hậu cứ quân Đức tới 20-22 cây số và đến ngày 28 tháng 2 đã tiếp cận được khu vực dự định sẽ hội quân với Tập đoàn quân số 50. Có điều, Tập đoàn quân số 50 không thể đột phá được phòng tuyến của quân Đức theo kế hoạch, và vì vậy quân đoàn đổ bộ đường không phải chuyển sang phòng ngự.
Nằm lại phía sau lưng quân địch, quân đoàn đổ bộ đường không số 4 cùng với quân đoàn kỵ binh cận vệ số 1 và một phần Tập đoàn quân số 33 vẫn tiếp tục chiến đấu quyết liệt. Đến đầu tháng 4, lực lượng Liên Xô tại khu vực này nằm dưới sự chỉ huy của Thiếu tướng P. A. Belov. Trong một nỗ lực tấn công, các binh sĩ Liên Xô đã đánh chiếm được khu vực phía Nam Vyazma và giữ vững nó đến cuối tháng Năm, đánh lui nhiều đợt tấn công của quân Đức. Vào đêm 26 tháng 5, các binh sĩ Liên Xô đã phá vỡ vòng vây và chạy thoát về hướng Kirov, hoạt động ở khu vực hậu tuyến của quân Đức. Tướng Franz Halder đã ghi nhận hành động của cụm quân Belov như sau:
| “               | Quân đoàn kỵ binh của tướng Belov bây giờ đang hoạt động ở phía Tây Kirov. Tính cho cùng, ông ta đã thu hút tổng cộng 7 sư đoàn Đức về phía mình. | ” |
| — Franz Halder, | |   |

Ngày 24 tháng 6 năm 1942, quân đoàn kỵ binh và lực lượng lính dù Xô Viết cuối cùng đã bắt gặp và sáp nhập vào lực lượng của Tập đoàn quân số 10.

### Cước chú
1. ↑  Một số nguồn ghi rằng đây là Trung đoàn đổ bộ đường không số 250